# Frances Apsley
Frances Apsley (Ehename Frances, Lady Bathurst; * 1653; † 7. Juni 1727) war seit ihrer frühen Jugend Hofdame und Freundin von Maria II., Königin von England, Schottland und Irland, und auch von deren Schwester Anne. Der Inhalt der erhaltenen Briefe zwischen Maria und Frances gibt Anlass zur Vermutung einer lesbischen Beziehung zwischen den beiden.

## Leben
Frances Apsley war die Tochter von Sir Allen Apsley (1629–1683) und Frances Pete (1645–1698). Ihr Vater war Falkner von Jakob II. von England und Kommandant des Tower of London, ihre Mutter war eine Landadlige. Frances wuchs mit einem Bruder auf.
Seit ihrer Jugend verbrachte Frances die Zeit mit den zwei Töchtern aus Jakobs erster Ehe mit Lady Anne Hyde. Maria entwickelte mit Beginn der Pubertät heftige Gefühle zu der fast zehn Jahre älteren, damals 21-jährigen Hofdame. Je älter sie wurde, umso intensiver wurden diese. In überlieferten Briefen nennt Maria Frances ihren „Gemahl“ und bezeichnet sich selbst als deren „Ehefrau“.
Maria wurde im September 1677 mit ihrem Cousin Wilhelm von Oranien vermählt. Obwohl dieser selbst weiter Beziehungen sowohl mit Männern als auch mit Frauen hatte, konnte er die erotische Beziehung seiner erst 15-jährigen Ehefrau mit einer anderen Frau nicht akzeptieren. Er sorgte dafür, dass Frances nicht weiter dem Hofstaat von Maria zugehörig war, sodass Frances das frischvermählte Paar im November 1677 nicht mit nach Holland begleiten konnte. Sie hielten weiter Briefkontakt, der aber immer loser wurde, was auf ein Nachlassen der Gefühle hindeutet. Frances verbrachte ihre Zeit nun mit Anne, der ebenfalls lesbische Neigungen nachgesagt werden.
Den damaligen Konventionen entsprechend heirateten auch homosexuell veranlagte Menschen einen heterosexuellen Partner, um die Familiendynastie fortzusetzen. Frances Apsley heiratete im Juni 1682 den 18 Jahre älteren Sir Benjamin Bathurst (1635–1704), Gutsherr von Paulerspury in Northamptonshire, Abgeordneter des englischen House of Commons und 1688/89 Gouverneur der East Indian Company. Mit ihm hatte sie die Tochter Anne († nach 1713) und die Söhne Allen (1684–1775, später 1. Earl Bathurst), Peter (1687–1748) und Benjamin (1693–1767).
Aus der ehemals leidenschaftlichen Beziehung war eine lebenslange Freundschaft geworden. Frances erlebte die Krönung von Maria und betrauerte ihren frühen Tod. Sie selbst wurde 74 Jahre alt.